# Burst, Belgien
Burst är en ort i Belgien.   Den ligger i provinsen Östflandern och regionen Flandern, i den centrala delen av landet, 30 km väster om huvudstaden Bryssel. Burst ligger 43 meter över havet och antalet invånare är 2 968.
Terrängen runt Burst är platt. Runt Burst är det tätbefolkat, med 427 invånare per kvadratkilometer.. Närmaste större samhälle är Aalst, 8,7 km öster om Burst. 
Omgivningarna runt Burst är en mosaik av jordbruksmark och naturlig växtlighet.